# Marisaurus jeffi
Marisaurus  jeffi es la única especie conocida del género extinto  Marisaurus  ("lagarto de Mari") de dinosaurio saurópodo saltasáurido, que vivió a finales del período Cretácico, hace aproximadamente 70 millones de años durante el Maastrichtiense, en lo que es hoy Asia. Sus restos se encontraron en Baluchistán, al oeste de Pakistán. La especie tipo es M. jeffi, descrita por M. Sadiq Malkani en 2006, esta basada en vértebras caudales, encontradas en el Miembro Vitakri de la Formación Pab. Mucho material adicional, incluyendo un cráneo parcial, muchas vértebras, y algunos huesos del miembro trasero, se le han asignado. El nombre fue dado por la tribu de los Mari, que habitáan la región.